# Béceleuf
Béceleuf är en kommun i departementet Deux-Sèvres i regionen Nouvelle-Aquitaine i västra Frankrike. Kommunen ligger i kantonen Coulonges-sur-l'Autize som tillhör arrondissementet Niort. År 2022 hade Béceleuf 760 invånare.

## Befolkningsutveckling
Antalet invånare i kommunen Béceleuf
| Referens: INSEE |